# Peter Reichel
Peter Reichel (Gießen, 30 novembre 1951) è un ex calciatore tedesco, di ruolo difensore.

## Carriera
Vinse la Coppa di Germania nel 1974 e nel 1975 con l'Eintracht.

## Palmarès

### Club

#### Competizioni nazionali
- Coppa di Germania: 2

Eintracht: 1973-1974, 1974-1975